# Jesús Lizcano Álvarez
Jesús Lizcano Álvarez (Madrid, 25 de enero de 1956) es catedrático emérito en Economía Financiera y Contabilidad de la Universidad Autónoma de Madrid (UAM), y fue también catedrático en la Universidad de León (1989-1991). Ha sido cofundador y es expresidente de Transparencia Internacional España, el capítulo español de Transparencia Internacional. Es académico de la Real Academia de Ciencias Económicas y Financieras desde el 26 de febrero de 2015con su discurso de ingreso con el título Ciencia, economía y transparencia: una visión en clave multidisciplinar y social. Fue fundador y director de la revista Encuentros Multidisciplinaresdesde sus inicios en 1999.Ha sido también director de la Revista Iberoamericana de Contabilidad y Gestión.
Obtuvo la licenciatura en Ciencias Económicas y Empresariales por la Universidad Autónoma de Madrid (1973-1978), y posteriormente se doctoró en Ciencias Económicas y Empresariales (1982), también por la UAM. Entre otros cargos, ha sido Presidente de la Comisión de Control Económico de la Liga de Fútbol Profesional y ha sido también coordinador del Foro sobre Convivencia y Fundamentalismos (UAM-Ateneo de Madrid). Es vocal de la junta directiva de la Asociación para el Diálogo Interreligioso.

## Premios y reconocimientos
Ha recibido diferentes premios, entre los cuales:
- Premio del Instituto de Planificación Contable al mejor artículo publicado (1979).[5]
- Premio Antiguos Alumnos de la UAM (2010).[5]
- Premio ACCID a la Excelencia Académica (2014).[5]